# Viktor Burakov
Viktor Burakov (en ucraniano: Віктор Володимирович Бураков; Mirnogrado, RSS de Ucrania; 30 de mayo de 1955 – 24 de julio de 2025) fue un atleta ucraniano especialista en la carrera de media distancia.

## Carrera
Participó en los Juegos Olímpicos de Moscú 1980 en los 400 metros planos donde quedó fuera en las semifinales, y también participó en el relevo 4x100 metros donde compitió en la clasificatoria pero en la final fue reemplazado por Viktor Martin por una lesión.
Al año siguiente fue campeón en las Universiadas en el relevo 4x400 metros.

## Distinciones
- Maestro de los Deportes de la Unión Soviética.[1]